# Hymenaeaphyllum mirandae
Hymenaeaphyllum mirandae — викопний вид квіткових рослин родини бобових (Fabaceae), що існував у ранньому міоцені (23—15 млн років тому). Описаний у 2024 році.

## Скам'янілості
Вид описаний з інклюзії мексиканського бурштину, який знайдено у штаті Чіапас на півдні країни. Знахідна складається з пари листочків, крайово прикріплених до короткого черешка. Зразок зберігається у музеї Марії дель Кармен Перільят-і-Монтої у Національному автономному університеті Мексики.

## Назва
Родова назва Hymenaeaphyllum — підкреслення дивовижної подібності вегетативного органу (листка) до представників сучасного роду Hymenaea. Назва виду mirandae на честь мексиканського ботаніка доктора Фаустіно Міранди, піонера у вивченні рослин у мексиканському бурштині.

## Опис
Це було дерево. Листки парні, довгасто-яйцеподібної форми з цілим краєм і мають загострену верхівку з перистою первинною жилкою. Основа листків асиметрична. Жилкування другого порядку просте брохідодромне, утворюючи неправильні дуги дистально; жилкування третього порядку сітчасте неправильне, але іноді можна знайти змішані перкурентні вени. Напівпрозорі залозисті крапки розподілені на поверхні стулок у дуже високій щільності.